# Títulos do Clube do Remo
Segue em anexo todos os títulos conquistados pelo Clube do Remo. Possivelmente a lista está incompleta devido a precariedade de informações.

## Futebol profissional

### Principais
| NACIONAIS                        | NACIONAIS                           | NACIONAIS | NACIONAIS |
|                                  | Competição                          | Títulos   | Temporadas |
| -------------------------------- | ----------------------------------- | --------- | --- |
|                                  | Campeonato Brasileiro - Série C     | 1         | 2005 |
| INTER-REGIONAIS                  |                                     |           | |
|                                  | Competição                          | Títulos   | Temporadas |
|                                  | Copa Verde                          | 1         | 2021 |
|                                  | Campeonato Norte–Nordeste           | 1         | 1971 |
| REGIONAIS                        |                                     |           | |
|                                  | Competição                          | Títulos   | Temporadas |
|                                  | Torneio do Norte                    | 2         | 1968 e 1969 |
|                                  | Campeonato do Norte                 | 1         | 1971 |
| ESTADUAIS                        |                                     |           | |
|                                  | Competição                          | Títulos   | Temporadas |
|                                  | Campeonato Paraense                 | 47        | 1913/1914/1915/1916/1917/1918/1919, 1924/1925/1926, 1930, 1933, 1936, 1940, 1949/1950, 1952/1953/1954, 1960, 1964, 1968, 1973/1974/1975, 1977/1978/1979, 1986, 1989/1990/1991, 1993/1994/1995/1996/1997, 1999, 2003/2004, 2007/2008, 2014/2015, 2018/2019 e 2022 |
|                                  | Taça Cidade de Belém                | 2         | 2004 e 2014 |
|                                  | Taça Estado do Pará                 | 5         | 2004, 2007, 2008, 2012 e 2015 |
|                                  | Torneio Início                      | 14        | 1920, 1921, 1922, 1923, 1925, 1928, 1934, 1939, 1945, 1952, 1955, 1956, 1959, 1964 |
| TÍTULOS AMISTOSOS INTERNACIONAIS |                                     |           | |
|                                  | Competição                          | Títulos   | Temporadas |
|                                  | Torneio Internacional de Caracas    | 1         | 1950* |
| Brasil                           | Torneio Internacional de Belém      | 2         | 1975 e 1981 |
| Suriname                         | Torneio Internacional de Paramaribo | 2         | 1984 e 1999 |
| TÍTULOS AMISTOSOS INTERESTADUAIS |                                     |           | |
|                                  | Competição                          | Títulos   | Temporadas |
| Pará                             | Torneio Quadrangular de Belém       | 1         | 1954 |
| Maranhão · Pará                  | Torneio Quadrangular Stélio Maroja  | 1         | 1966 |
| Bahia                            | Torneio Quadrangular de Salvador    | 1         | 1967 |
| Pará · Goiás                     | Torneio Pará-Goiás                  | 1         | 1972 |
| Pará · Maranhão                  | Torneio Pará-Maranhão               | 1         | 1977 |
| Pará · Ceará                     | Torneio Pará-Ceará                  | 1         | 1994 |

 Torneio com chancela da CBD/CBF.
 Campeão invicto.
 Supercampeão.

### Torneios/taças estaduais e municipais
- Troféu Adelcio Torres (2016)
- Taça Renilce Nicodemos (2016)
- Taça Edu Tavares (2012)
- Taça Centenário do Município de Altamira (2011)
- Taça Antonio Carlos Nunes - Superclássico Luso-Brasileiro (2011)
- Troféu Mário Moraes - 60 Anos do Clube Progresso, Tracuateua-PA (2011)
- Taça 40 anos da Federação Paraense de Futebol (2009)
- Torneio Ama Belém (2007)
- Torneio de Santarém (2005)
- Torneio Cidade de Belém - Seletivo à Copa Norte (2000)
- Taça Yamada (1995)
- Taça Governador Hélio Gueiros (1989)
- Taça Vivenda (1972)
- Torneio Cidade de Belém: 5 (1964, 1965, 1966, 1970 e 1982)
- Taça da Paz (1964)
- Taça Vasco da Gama (1954)
- Copa I Congresso da Amazônia - Femaco (1954)
- Taça Adamor Virgolino (1954)
- Taça Joaquim Queiróz (1952)
- Taça Paz Firmino de Oliveira (1950)
- Taça Joalheira Garantido (1949)
- Taça Governador Moura Carvalho (1948)
- Taça Cipriano Borges (1947)
- Taça Joaquim de Souza Souzellas: 2 (1946 e 1947)
- Taça Brigadeiro Dias Costa (1946)
- Taça José Mesquita (1944)
- Taça Ophir Loyola (1944)
- Taça América (1939)
- Taça Abelardo Conduru (1939)
- Taça Mundo Elegante (1938)
- Taça Mendes Fernandes (1938)
- Taça Pneu Brasil (1938)
- Taça Yolanda Nunes (1937)
- Taça Cortume Arary (1936)
- Taça Importadora das Ferragens (1936)
- Taça Coynac Martell (1934)
- Torneio da ACLEP (1934)
- Torneio da União Beneficente de Chauffeurs (1931)
- Troféu Bronze Portugal (1930)
- Taça Perfumaria Orion  (1929)
- Taça Almirante Pinto Luz (1929)
- Taça Palace Club (1926)
- Taça Artur Bernardes (1925).
- Taça Cipriano Santos (1924).
- Troféu Rubem (1924)
- Taça Folha Norte (1921)
- Taça Lauro Sodré (1920)
- Taça Lauro Müller: 3 (1916, 1922 e 1923)

### Categorias de Base
| SUB-20                        | SUB-20                    | SUB-20  | SUB-20                              |
|                               | Competição                | Títulos | Temporadas                          |
| ----------------------------- | ------------------------- | ------- | ----------------------------------- |
|                               | Copa Norte                | 2       | 2013 e 2014                         |
| Pará                          | Campeonato Paraense       | 6       | 2004, 2008, 2011, 2014, 2016 e 2021 |
| Pará                          | Copa Metropolitana        | 1       | 2009                                |
| Pará                          | Taça Adidas Pará          | 1       | 2012                                |
| SUB-17                        |                           |         |                                     |
|                               | Competição                | Títulos | Temporadas                          |
| Pará                          | Campeonato Paraense       | 4       | 2005, 2010, 2017 e 2021             |
| Pará                          | Taça Cidade de Belém      | 2       | 2009 e 2010                         |
| Pará                          | Copa Sesi                 | 2       | 2010 e 2019                         |
| SUB-16                        |                           |         |                                     |
|                               | Competição                | Títulos | Temporadas                          |
| Brasil · Argentina · Paraguai | Adidas Cup                | 1       | 2010                                |
| SUB-15                        |                           |         |                                     |
|                               | Competição                | Títulos | Temporadas                          |
| Pará                          | Campeonato Paraense       | 6       | 2003, 2006, 2008, 2015, 2018 e 2019 |
| Pará                          | Copa de Futebol Suburbano | 1       | 2016                                |
| SUB-13                        |                           |         |                                     |
|                               | Competição                | Títulos | Temporadas                          |
| Pará                          | Campeonato Paraense       | 2       | 2007 e 2009                         |
| Pará                          | Copa de Futebol Suburbano | 1       | 2016                                |

 Campeão Invicto
*OBS: em algumas publicações, o Torneio Internacional de Caracas de 1950 aparece como a primeira edição da Pequena Taça do Mundo, o que é um equívoco já que se trata de uma espécie de precursor do mundialito. O próprio Clube do Remo não se intitula campeão da Pequena Taça do Mundo de 1950 e sim campeão do Torneio Internacional de Caracas de 1950.

### Time Máster
- Copa Zico 10: 2015.

### Individuais
- Medalha de Ouro - Jogos Pan-Americanos (1975 - Rosemiro).
- Bola de Prata: 2 (1972 - Aranha e 1977 - Édson Cimento).
- Artilharia - Campeonato Brasileiro Série B: 2 (1971 - Robilotta e 1984 - Dadinho).
- Artilharia - Copa Verde: 1 (2021 - Neto Pessoa).
- Artilharia - Campeonato Paraense: 23 (1948 - Geju, 1949 - Quiba, 1952 - Quiba, 1960 - Câmara, 1964 - Roger e Chaminha, 1967 - Amoroso, 1968 - Amoroso, 1973 - Alcino e Roberto, 1974 - Alcino, 1975 - Alcino, 1976 - Rodrigues, 1977 - Vilfredo, 1978 - Bira, 1979 - Bira, 1981 - Mesquita, 1983 - Dadinho, 1985 - Dadinho, 1986 - Dadinho, 1994 - Alex, 1995 - Luís Müller, 1997 - Edil, 1999 - Mael e 2012 - Fábio Oliveira).
- Seleção Paraense do Século XX: 6 dos 11 atletas (Dico, Socó, Dutra, Cuca, Alcino e Neves).
- Troféu Camisa 13 (RBA TV): 129.
- Troféu Rômulo Maiorana: 26 (contabilizados apenas os prêmios de 1993 a 1998).

## Futebol Feminino
| INTERNACIONAIS           | INTERNACIONAIS        | INTERNACIONAIS | INTERNACIONAIS    |
|                          | Competição            | Títulos        | Temporadas        |
| ------------------------ | --------------------- | -------------- | ----------------- |
| Brasil · Guiana Francesa | Torneio Internacional | 1              | 2016              |
| ESTADUAIS                |                       |                |                   |
|                          | Competição            | Títulos        | Temporadas        |
| Pará                     | Campeonato Paraense   | 3              | 1983, 2021 e 2022 |
| Pará                     | Torneio Início        | 2              | 1983 e 1984       |
| Pará                     | Trofeu Graciete Maués | 1              | 2022              |

## Outros esportes

### Basquete
| NACIONAIS | NACIONAIS                         | NACIONAIS | NACIONAIS |
|           | Competição                        | Títulos   | Temporadas |
| --------- | --------------------------------- | --------- | --- |
| Brasil    | Torneio Interestadual de Basquete | 1         | 1980* |
| REGIONAIS |                                   |           | |
|           | Competição                        | Títulos   | Temporadas |
|           | Copa Brasil Norte de Basquete     | 1         | 2002 |
| ESTADUAIS |                                   |           | |
|           | Competição                        | Títulos   | Temporadas |
| Pará      | Basquete                          | 28        | 1948, 1949, 1950, 1959, 1960, 1961, 1962, 1963, 1964, 1965, 1970, 1971, 1972, 1973, 1977, 1978, 1982, 1983, 1984, 1991, 1993, 1995, 2001, 2002, 2014, 2015, 2016 e 2017 |

*OBS: Além do Clube do Remo, o torneio contou com as participações do Pinheiros-SP, Jary de Monte Dourado, Tuna e Paysandu.

### Boliche
| ESTADUAIS | ESTADUAIS                     | ESTADUAIS | ESTADUAIS   |
|           | Competição                    | Títulos   | Temporadas  |
| --------- | ----------------------------- | --------- | ----------- |
| Pará      | Campeonato Paraense de Clubes | 2         | 1998 e 2000 |

### Esportes eletrônicos
| HONRARIAS | HONRARIAS                 | HONRARIAS | HONRARIAS  |
|           | Prêmios                   | Títulos   | Temporadas |
| --------- | ------------------------- | --------- | ---------- |
|           | List Of Perfect Games     | 1         | 2016       |
| NACIONAIS |                           |           |            |
|           | Competição                | Títulos   | Temporadas |
| Brasil    | Brasil Game Cup (CS: GO)  | 1         | 2016       |
| Brasil    | Circuito Desafiante (LoL) | 1         | 2016       |

### Futsal
| INTERNACIONAIS | INTERNACIONAIS                            | INTERNACIONAIS | INTERNACIONAIS                                        |
|                | Competição                                | Títulos        | Temporadas                                            |
| -------------- | ----------------------------------------- | -------------- | ----------------------------------------------------- |
|                | Supercopa América de Futsal Sub-15        | 1              | 2015                                                  |
|                | Supercopa América de Futsal Sub-13        | 1              | 2015                                                  |
| NACIONAIS      |                                           |                |                                                       |
|                | Competição                                | Títulos        | Temporadas                                            |
| Brasil         | Taça Brasil de Futsal Sub-17 - 1ª Divisão | 1              | 2012                                                  |
| Brasil         | Talents Cup Sub-15                        | 1              | 2014                                                  |
| Brasil         | Talents Cup Sub-13                        | 1              | 2014                                                  |
| ESTADUAIS      |                                           |                |                                                       |
|                | Competição                                | Títulos        | Temporadas                                            |
| Pará           | Seletivo para a Liga Norte de Futsal      | 1              | 2014                                                  |
| Pará           | Campeonato Paraense Principal             | 3              | 1986, 1993 e 2006                                     |
| Pará           | Campeonato Paraense Pré-Mirim             | 5              | 1995, 1996, 1997, 2000 e 2002                         |
| Pará           | Campeonato Paraense Mirim                 | 7              | 1989, 1990, 1993, 1998, 1999, 2002 e 2003             |
| Pará           | Campeonato Paraense Infantil              | 9              | 1988, 1992, 1993, 1994, 1995, 1996, 1998, 1994 e 2002 |
| Pará           | Campeonato Paraense Infanto               | 7              | 1988, 1994, 1995, 1996, 1997, 1998 e 2000             |
| Pará           | Campeonato Paraense Juvenil               | 8              | 1989, 1994, 1995, 1996, 1997, 1998, 2002 e 2003       |
| Pará           | Campeonato Paraense Veterano (Master)     | 7              | 1990, 1992, 1993, 1994, 1995, 1996 e 2009             |
| Pará           | Campeonato Paraense Sub-7                 | 1              | 2015                                                  |
| Pará           | Campeonato Paraense Sub-9                 | 6              | 2005, 2006, 2008, 2012, 2013 e 2014                   |
| Pará           | Campeonato Paraense Sub-11                | 9              | 2004, 2005, 2006, 2007, 2008, 2009, 2012, 2013 e 2015 |
| Pará           | Campeonato Paraense Sub-13                | 9              | 2004, 2005, 2006, 2008, 2009, 2011, 2012, 2013 e 2014 |
| Pará           | Campeonato Paraense Sub-15                | 6              | 2005, 2006, 2011, 2012, 2013 e 2014                   |
| Pará           | Campeonato Paraense Sub-15                | 5              | 2005, 2007, 2008, 2011 e 2012                         |

### Natação
| MUNDIAIS                              | MUNDIAIS                                      | MUNDIAIS      | MUNDIAIS |
|                                       | Competição                                    |               | Medalhistas de Ouro |
| ------------------------------------- | --------------------------------------------- | ------------- | --- |
|                                       | Campeonato Mundial                            |               | 1 |
| CONTINENTAIS                          |                                               |               | |
|                                       | Competição                                    |               | Medalhistas de Ouro |
|                                       | Campeonato Sulamericano                       |               | 9 |
| NACIONAIS                             |                                               |               | |
|                                       | Competição                                    |               | Medalhistas de Ouro |
| Brasil                                | Campeonato Brasileiro                         |               | 28 |
| CONVOCAÇÕES PARA A SELEÇÃO BRASILEIRA |                                               |               | |
|                                       | Competição                                    | Temporada     | Atleta Convocado |
| Brasil                                | IV Jogos Desportivos Luso-Brasileiros (Belém) | 1969          | Domingos Ferreira dos Santos, Érika Maria Figueiredo, Maria das Mercês Nery, Carlos Duarte Reimão, Lourival Videira de Souza e Ocimar Ferreira Mesquita |
| Brasil                                | Campeonato Sulamericano (São Paulo)           | 1979          | Anne Grace Conceição, Andréa Corrêa e Pedro Paulo Ferreira do Amaral |
| Uruguai                               | Campeonato Sulamericano (Maldonado)           | 1983          | Mônica Rezende e André Roberto Corrêa Pereira |
| Espanha                               | Campeonato Mundial (Madrid)                   | 1986          | Mônica Rezende |
| Colômbia                              | Campeonato Sulamericano (Medellín)            | 2001          | Thaíssa Arruda |
| Peru                                  | Campeonato Sulamericano (Lima)                | 2001          | Thiago Abreu |
| Peru                                  | Campeonato Sulamericano (Lima)                | 2001          | Luiz Fernando Rodrigues |
| Brasil                                | Copa do Mundo (Rio de Janeiro)                | 2002          | Edílson Silva Jr |
|                                       | Multinations Youth Swimming Meet (Limassol)   | 2004          | Bruna Carvalho |
| Brasil                                | Copa do Mundo (Rio de Janeiro)                | 2005          | Edílson Silva Jr |
| Chile                                 | Copa do Mundo (Santiago)                      | 2005          | Bruna Carvalho |
| Peru                                  | Copa do Pacífico (Lima)                       | 2008          | Bruna Carvalho, Nick Silva, Taínah Vilhena e Richele Mendes |
| RECORDES PELA SELEÇÃO BRASILEIRA      |                                               |               | |
|                                       | Recorde                                       | Temporada     | Atleta / Competição |
|                                       | Novo Recorde Sulamericano (100m Nado Costas)  | 1983          | Mônica Rezende / Campeonato Mundial (Madrid, Espanha) |
| REGIONAIS                             |                                               |               | |
|                                       | Competição                                    | Títulos       | Temporada |
|                                       | Campeonatos Norte-Nordeste                    | 15            | Troféu Pedro Nicolas Sena (Mirim e Petiz): 1 (2015) Festival CBDA Correios Norte/Nordeste de Clubes (Mirim e Petiz) - Troféu Kako Caminha: 9 (1994, 2000, 2001, 2004, 2005, 2007, 2008, 2008 e 2011) Troféu Walter Figueiredo (Infantil à Sênior): 3 (1994, 2000 e 2004) Troféu Kako Caminha (Infantil): 2 (1993 e 1994) |
|                                       | Copa Amazônia                                 | 13            | 1998, 1999, 2000, 2001, 2003, 2004, 2005, 2006, 2009, 2011, 2012, 2013 e 2015 |
| ESTADUAIS*                            |                                               |               | |
|                                       | Competição                                    | Categoria     | Títulos |
| Pará                                  | Campeonato Paraense                           | Absoluto      | 23 |
| Pará                                  | Campeonato Paraense                           | Piscina Curta | 6 O Campeonato Paraense de Piscina Curta teve 6 edições (2002/2003/2004/2005/2006), todas vencidas pelo Clube do Remo |
| Pará                                  | Campeonato Paraense                           | Velocidade    | 3 O Campeonato Paraense de Velocidade teve 3 edições (1999/2000/2001), todas vencidas pelo Clube do Remo |
| Pará                                  | Campeonato Paraense                           | Junior        | 25 |
| Pará                                  | Campeonato Paraense                           | Juvenil       | 25 |
| Pará                                  | Campeonato Paraense                           | Infantil      | 28 |
| Pará                                  | Campeonato Paraense                           | Mirim         | 32 |
| Pará                                  | Campeonato Paraense                           | Classes       | 1 |

*OBS: Os títulos estaduais considerados foram conquistados entre 1968 a 2013.

### Remo
| MEDALHAS EM COMPETIÇÕES CONTINENTAIS | MEDALHAS EM COMPETIÇÕES CONTINENTAIS                              | MEDALHAS EM COMPETIÇÕES CONTINENTAIS | MEDALHAS EM COMPETIÇÕES CONTINENTAIS |
|                                      | Competição                                                        | Ano                                  | Medalhas |
| ------------------------------------ | ----------------------------------------------------------------- | ------------------------------------ | --- |
|                                      | XX Campeonato Sulamericano de Remo Máster (Porto Alegre, Brasil)  | 2015                                 | 9 / 4 / 2 |
|                                      | XIX Campeonato Sulamericano de Remo Máster (Assunção, Paraguai)   | 2014                                 | 2 / 3 |
|                                      | XVIII Campeonato Sulamericano de Remo Máster (Concepción, Chile)  | 2013                                 | 1 / 2 |
|                                      | XVII Campeonato Sulamericano de Remo Máster (Mercedes, Uruguai)   | 2012                                 | 2 / 3 / 5 |
|                                      | XVI Campeonato Sulamericano de Remo Máster (Tigre, Argentina)     | 2011                                 | 2 / 4 / 1 |
|                                      | XV Campeonato Sulamericano de Remo Máster (Florianópolis, Brasil) | 2010                                 | 2 / 1 / 3 |
| INTER-REGIONAIS                      |                                                                   |                                      | |
|                                      | Competição                                                        | Títulos                              | Temporadas |
|                                      | Copa Norte-Nordeste                                               | 1                                    | 2015 |
| ESTADUAIS                            |                                                                   |                                      | |
|                                      | Competição                                                        | Títulos                              | Temporadas |
| Pará                                 | Campeonato Paraense                                               | 40                                   | 1911, 1913, 1914, 1915, 1917, 1918, 1921, 1923, 1926, 1929, 1931, 1933, 1934, 1941, 1945, 1947, 1961, 1966, 1967, 1968, 1970, 1971, 1972, 1979, 1980, 1982, 1984, 1986, 1987, 1990, 1991, 1992, 1999, 2001, 2010, 2011, 2012, 2013, 2015 e 2018 |
| Pará                                 | Troféu Lauro Sodré                                                | 1                                    | 1934* |

(*) É, até hoje, o mais significativo trofeu do remo paraense. O troféu foi disputado por 17 anos. A posse do taça ficaria com a agremiação que conquistasse o campeonato por três anos consecutivos. Com os títulos de 1931, 1933 e 1934 (Em 1932, o campeonato não foi realizado), o Clube do Remo ficou definitivamente com a bela estátua.

### Vôlei
| FEITOS                                           | FEITOS                                            | FEITOS  | FEITOS                        |
|                                                  | Competição                                        | Títulos | Temporadas                    |
| ------------------------------------------------ | ------------------------------------------------- | ------- | ----------------------------- |
| Pará                                             | Duodecacampeonato Paraense Feminino               | 1       | Décadas de 1980 e 1990        |
| Pará                                             | Heptacampeonato Paraense Masculino                | 1       | Década de 1950                |
| INTERNACIONAIS                                   |                                                   |         |                               |
|                                                  | Competição                                        | Títulos | Temporadas                    |
| Brasil · Noruega                                 | Marajoara International Cup                       | 1       | 2015                          |
| TÍTULOS ESTADUAIS CONQUISTADOS ENTRE 1905 E 1960 |                                                   |         |                               |
|                                                  | Competição                                        | Títulos | Temporadas                    |
| Pará                                             | Campeonato Paraense                               | 5       | 1916, 1917, 1918, 1919 e 1926 |
| CONQUISTAS RECENTES                              |                                                   |         |                               |
|                                                  | Competição                                        | Títulos | Temporadas                    |
| Pará                                             | Torneio Aberto Paraense Masculino Adulto          | 1       | 2014                          |
| Pará                                             | Campeonato Paraense Masculino Sub-23              | 1       | 2014                          |
| Pará                                             | Torneio Aberto Paraense Masculino Sub-23          | 1       | 2015                          |
| Pará                                             | Torneio Aberto Paraense Masculino Infantil/Sub-15 | 1       | 2015                          |
| Pará                                             | Campeonato Paraense Feminino                      | 1       | 2015                          |

### Títulos conquistados entre 1905 e 1960
| TÊNIS              | TÊNIS               | TÊNIS   | TÊNIS                                                       |
|                    | Competição          | Títulos | Temporadas                                                  |
| ------------------ | ------------------- | ------- | ----------------------------------------------------------- |
| Pará               | Campeonato Paraense | 2       | 1925 e 1930                                                 |
| TÊNIS DE MESA      |                     |         |                                                             |
|                    | Competição          | Títulos | Temporadas                                                  |
| Pará               | Campeonato Paraense | 6       | 1947, 1950, 1951, 1952, 1953 e 1954                         |
| SALTOS ORNAMENTAIS |                     |         |                                                             |
|                    | Competição          | Títulos | Temporadas                                                  |
| Pará               | Campeonato Paraense | 10      | 1916, 1917, 1918, 1919, 1920, 1921, 1922, 1923, 1924 e 1947 |
| PÓLO AQUÁTICO      |                     |         |                                                             |
|                    | Competição          | Títulos | Temporadas                                                  |
| Pará               | Campeonato Paraense | 5       | 1916, 1917, 1918, 1919 e 1926                               |
| ATLETISMO          |                     |         |                                                             |
|                    | Competição          | Títulos | Temporadas                                                  |
| Pará               | Campeonato Paraense | 3       | 1925, 1956 e 1957                                           |